# 예니체리
예니체리(오스만 튀르크어: يڭيچرى, yeniçeri)는 오스만 제국의 유명한 보병 군단의 이름이다. 황제의 직속 경호대이자 친위대 역할을 하는 정예 상비군단으로 전투에 임하면 용맹성으로 유명했다.
14세기에 처음 조직되어 1826년에 마무드 2세가 해산할 때까지 존재하였다. 예니체리는 튀르크어 '예니센'에서 유래한 말로 "새로운 병사"라는 뜻이다.

## 역사
1364년 무라드 1세가 처음 세웠다. 초기는 전쟁포로들이나 비이슬람교도, 특히 발칸지방 기독교 소년들로 강제 징집한 병사들로 구성되었다. 일단 징집당하면 이슬람과 튀르크 전통을 익힌 뒤 이슬람으로 개종해야했고 엄격한 신체훈련과 각종무기를 다루는 기술을 익힌후에 부대로 편성됐다. 

일종의 개인경호대로 알라와 황제 이외에는 그 어느누구에게도 복종하지 않았다. 평상시에는 황제가 머무는 수도 경비를 맡아 일종의 경찰관이나 소방관 같은 역할을 하다 전쟁나면 최정예부대로 참전하여 무용을 떨쳤다.
특별한 군복을 지급받았고 상비군으로서 급여를 지급받았으며 다른 이슬람교도와 달리 콧수염 외 수염을 기르지 않았다. 초기에 결혼 및 병영밖에서 사는 것이 금지되었을 정도로 엄격한 규율하에 생활했는데 16세기에 금혼규정을 비롯한 일부 규정이 완화되었다.

제정 로마 근위대가 본래 목적보다는 황제의 최대위협이 된 것처럼 예니체리도 영향력이 막강해지자 점차 탐욕스러워지고 권력집단화 돼 정치에 관여하며 타락했다. 18세기에 이르며 막강한 특권과 영향력으로 정부를 장악하고 군대 구조 현대화를 위한 시도들을 방해하고 자기들 입맛에 맞는 정책들을 강요하며 빈번히 반란을 일으켰고 심지어 황제조차 갈아 치울 수 있을 정도였다. 1622년에는 예니체리를 해체하고 군대를 재조직하려고 시도한 오스만 2세를 암살했다.

1807년에는 반란을 일으켜 군대를 유럽식으로 현대화 하려던 셀림 3세를 끌어내리고 이어 마무드 2세가 권좌에 올랐다. 마무드 2세도 반대했으나 결국 타협했고 10년 이상을 권력보강에 힘썼다.

권력남용, 군사적 비효율성, 개혁 반대, 135,000명의 봉급 지급에 따른 재정압박 등으로 한계에 다다르자 마침내 마무드 2세는 예니체리를 뿌리뽑기로 결정했다.

1826년 새로운 군대를 조직한다는 사실이 알려지자 또다시 반란을 일으켰다. 1826년 6월 14일과 15일 콘스탄티니예(현 이스탄불)에서 반란군은 결국 군대에 밀려 그들의 막사로 후퇴했고 마무드 2세는 포병에게 막사에 일제히 발포하라 명하고 15문의 대포로 일제사격을 감행하여 반란군 대부분을 학살했다. 살아남은 자들도 거의 대부분 유배되거나 처형당했다. 2년 후 마지막으로 남은 예니체리 부대를 압수, 해산하며 예니체리는 전부 해체됐다.

## 징집과 교육
예니체리 보충을 위한 징집이 실행된 뒤, 징집된 아이들은 콘스탄티니예로 보내진다. 이곳에서 재능있는 대원들은 궁정일하는 부서로 보내져 궁정일을 배운다. 나머지 대원들은 예니체리 군단으로 보내진다. 예니체리 재원들은 군사일과 순종 및 복종을 배우게 된다.

어린 재원들은 튀르크 가정으로 보내지게 된다. 그 곳에서 그들은 튀르크어와 이슬람에 관한 것들 및 군사일 기초를 배운다. 그 뒤 그들은 '예니체리 훈련부대'로 보내지며, 그 곳에서 환관들의 감독아래 6년 이상 훈련을 받게 된다. 그들은 수많은 무기들에 관한 교육을 전문적으로 받았다.

징집 체계는 시간이 지나며 변화가 있었다. 1568년에는 소수 퇴역 예니체리의 아들들만이 부대에 들어갈 수 있었다. 그러나 1594년부터 모든 무슬림들은 예니체리에 지원할 수 있게 된다.

## 역할
- 원정 시 최정예 부대
- 술탄의 경호
- 도시의 치안

## 같이 보기
- 데브쉬르메
- 맘루크
- 사칼리바